# Willy Korf
Willy Korf (* 13. August 1929 in Hamm (Sieg); † 21. November 1990 in Innsbruck) war ein deutscher Unternehmer.

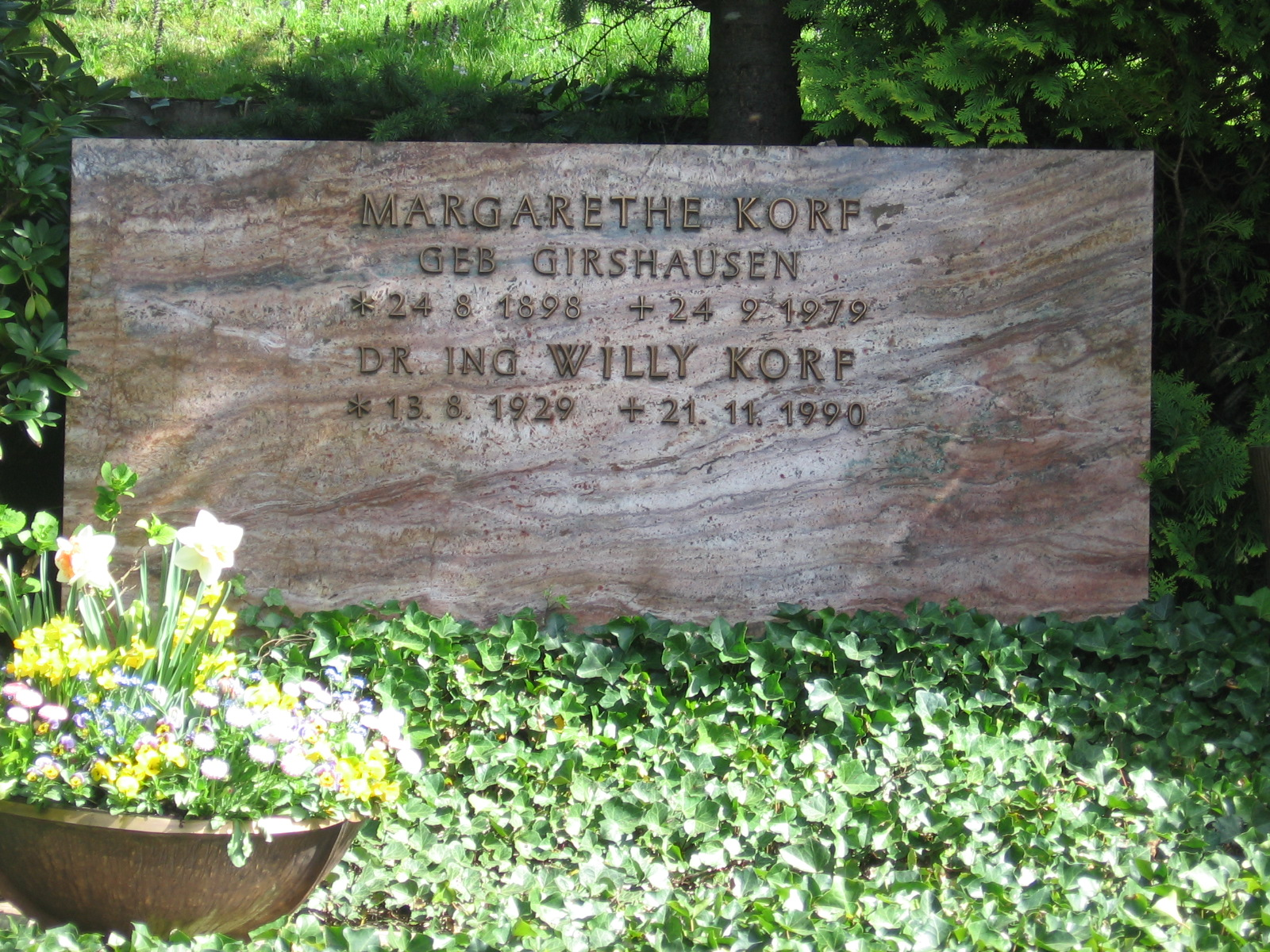
Grab in Baden-Baden

## Leben und Wirken
1948 begann Korf mit dem Baustoff- und Landwarengroßhandel seiner Familie. Es gelang ihm, das Unternehmen im Holz-, Baustoff- und Eisenwarenbereich in Baden-Baden zu vergrößern. In den 1950er Jahren reüssierte Korf mit der Produktion von punktgeschweißten Baustahlmatten in Kehl, was den Anstoß gab, Mitte der 1960er Jahre das Elektrostahlwerk Badische Stahlwerke AG in Kehl zu gründen. 1961 verkaufte Korf den Betrieb für Baustahlmatten an den Klöckner-Konzern für 20 Mio. DM. In Konkurrenz zu den traditionellen Stahlkonzernen im Ruhrgebiet, in Bayern und Niedersachsen wuchsen die Badischen Stahlwerke und wurden durch die zur Holding gestalteten Korf Industrie und Handel GmbH & Co. KG geführt. 
Korf profitierte von einer Konjunktur von Betonstahl, insbesondere in den USA, in die er viel exportierte. 1969 errichtete Korf das erste Stahlwerk in Georgetown, SC in den USA nach einem modernen Verfahren. Er gründete die Hamburger Stahlwerke, die sich mit der Produktion von Walzdraht beschäftigten, zuvor war er Anteilseigner der Internationale Baumaschinenfabrik AG Neustadt (IBAG) geworden. 1974 gelang es Korf, die Rechte am Midrex Direktreduktionsverfahren zu erwerben, das ihn unabhängiger vom Schrottangebot machte. So entstand in Hamburg die weltweit zweite Direktreduktionsanlage der Welt, welche noch immer produziert. Im Zuge der Stahlkrise Ende der 1970er Jahre geriet das Unternehmen während des ersten Ölpreisschocks in die Krise. Mit zum Niedergang beigetragen hat vermutlich auch das Ende des Betonstahlbooms in den USA, worüber das Werk in Georgetown in Schwierigkeiten geriet. 
1981 erzeugte Korf noch 2,7 Mio. t Rohstahl und erzielte einen weltweiten Umsatz vom 2,78 Mrd. DM. Mehrere Unternehmen der Korf-Gruppe meldeten Konkurs an. 1983 gingen die Badischen Stahlwerke in Insolvenz, wurden jedoch durch eine Landesbürgschaft gerettet. Das Unternehmen BSW wird heute als mittelständisches Unternehmen durch die Familien Seizinger und Weitzmann geführt. Der gebürtige Inder Lakshmi Mittal übernahm 1995 die Hamburger Stahlwerke und integrierte diese in ArcelorMittal.
Nach dem Zusammenbruchs seines Stahlunternehmens gründete Korf 1985 die Korf-Transport GmbH, mit der ihm ein Neubeginn gelang. Erneut versuchte Korf das moderne Midrex-Stahlerzeugungsverfahren mit der Idee des Kleinst-Stahlwerks zu verwirklichen.
Korf starb am 21. November 1990 beim Anflug auf den Flughafen Innsbruck mit seiner geleasten Beechcraft King Air 200 (D-IGSW). Der Flugunfall ereignete sich am Kellerjoch der Ostalpen, am Osthang des 2087 Meter hohen Gratzenkopfgipfel, wobei das Flugzeug die Gipfelhöhe um rund 100 Meter verfehlte.
Seine älteste Tochter Astrid leitet die nach ihm benannte Willy Korf Stiftung.